# Groovecult
Groovecult ist eine deutsche Technoband aus den 1990er Jahren.
Sie veröffentlichte mehrere Maxi-CDs, einige zusammen mit der damals 17-jährigen deutsch-türkischen Sängerin Safiye.
Darüber hinaus wirkten sie am Soundtrack von Alexander Jovys Film Sorted (2001) mit Jason Donovan und Tim Curry mit, der ebenfalls als CD erschien.

## Diskografie
- Bang to the beat, BMG Ariola 2000
- Ultimate, Sony Music Entertainment 1997
- Come to me, Sony Music Entertainment 1994
- Midnight dream, Sony Music Entertainment 1994